# 2-Méthyladénine
La 2-méthyladénine est une base nucléique purique dérivée de la guanine par méthylation. Elle est notamment présente naturellement sous forme de 2-méthyladénosine (m2A) dans certains ARN de transfert et ARN ribosomiques.